# Mika Dela Cruz
Mariko Nicolette Egger de la Cruz (nacida el 9 de diciembre de 1998 en Tokio, Japón), conocida artísticamente como Mika Dela Cruz, es una actriz, cantante y bailarina filipina.
Ella fue nominada como la "Mejor Actriz de Reparto" de la película titulada, T2.
También fue ganadora a la nominación de "Mejor Intérprete de Película Infantil del Año", en los Premios PMPC del 2010, siendo una de las artistas femeninas más destacadas del cine a su corta edad, para la película, T2.
Mika de la Cruz es hija de padre filipino, Ernie de la Cruz y madre austriaca, Angelika Egger. Su hermana es la actriz y cantante Angelika de la Cruz, también tiene otros dos hermanos mayores, Erick y Edward. Su hermano  Edward, murió en un accidente automovilístico en el 2010.
Estudió en "La Cabecera de Montessori" en Malabon.
Actualmente cursa la escuela secundaria en la "Academia de Santa María", de la ciudad de Caloocan.

## Series de televisión
| Series                       | Año       | Personaje                              | Canal   |
| ---------------------------- | --------- | -------------------------------------- | ------- |
| Star Circle Summer Kid Quest | 2006      | Contestant                             | ABS-CBN |
| Maria Flordeluna             | 2007      | "Julia" / Maria Flordeluna Alicante II | ABS-CBN |
| Goin' Bulilit                | 2007–2011 | Various Roles                          | ABS-CBN |
| My Cheating Heart            | 2008      | Young Nadine                           | ABS-CBN |
| Iisa Pa Lamang               | 2008      |                                        | ABS-CBN |
| Eva Fonda                    | 2008      | Elena "Leleng" de Jesus                | ABS-CBN |
| Kambal Sa Uma                | 2009      | Young Vira                             | ABS-CBN |
| Dahil May Isang Ikaw         | 2009      | Young Ella/Angel                       | ABS-CBN |
| M3 (Malay Mo Ma-develop)     | 2010      | Ara                                    | ABS-CBN |
| Minsan Lang Kita Iibigin     | 2011      | Young Gabrielle Marcelo                | ABS-CBN |
| Wansapanataym: Cacai Kikay   | 2011      | Cacai                                  | ABS-CBN |
| Kris TV                      | 2011      | Guest                                  | ABS-CBN |
| Maalaala Mo Kaya: Itak       | 2011      | Young Jovel                            | ABS-CBN |
| Ikaw Ay Pag-Ibig             | 2011      | Stephanie                              | ABS-CBN |
| Maalaala Mo Kaya: Panyo      | 2012      | Rio Santos                             | ABS-CBN |
| Luv U                        | 2013      | Marjorie "Marj" de Silva               | ABS-CBN |
| Mirabella                    | 2014      | Iris Robles                            | ABS-CBN |
| You're My Home               | 2015      | Jennifer                               | ABS-CBN |

## Películas
| Película                | Año  | Personaje               | Productor                                                   |
| ----------------------- | ---- | ----------------------- | ----------------------------------------------------------- |
| Tiyanaks                | 2007 | Tiyanak                 | Regal Films                                                 |
| T2                      | 2009 | Angeli                  | Star Cinema                                                 |
| Ang Darling Kong Aswang | 2009 | Angel                   | OctoArts Films APT Entertainment M-Zet Productions          |
| RPG Metanoia            | 2010 | May / Cassandra (voice) | Star Cinema Ambient Media Thaumatrope Animation Productions |

|-
| Angela Mercado
|2015
| Angela
| Viva Films

## Premios y logros
| Premios                            | Año                                                                   |
| ---------------------------------- | --------------------------------------------------------------------- |
| Best Supporting Actress            | Gawad Pasado 2010                                                     |
| Best Child Actress                 | PMPC Star Awards For Movies 2010                                      |
| Best Promising Child Drama Actress | Dangal ng Pilipinas Awards (Consumers League of the Philippines) 2009 |

## Nominaciones
| Nominación                      | Obra                               |
| ------------------------------- | ---------------------------------- |
| Best Child Actress at MMFF 2009 | For Movie: Ang Darling Kong Aswang |